# Rocca di Papa
Rocca di Papa es un municipio italiano de la región del Lacio, perteneciente a la ciudad metropolitana de Roma Capital (41°46′N 12°43′E / 41.767, 12.717), con cerca de 14.859 habitantes (2006). Se extiende por una superficie de 40,18  km², con una densidad de población de 369,81 hab./km². Limita con Albano Laziale, Ariccia, Castel Gandolfo, Grottaferrata, Nemi.

## Evolución demográfica
| Gráfica de evolución demográfica de Rocca di Papa entre 1861 y 2001 |
|                                                                     |
| Fuente ISTAT - elaboración gráfica de Wikipedia                     |

## Imágenes

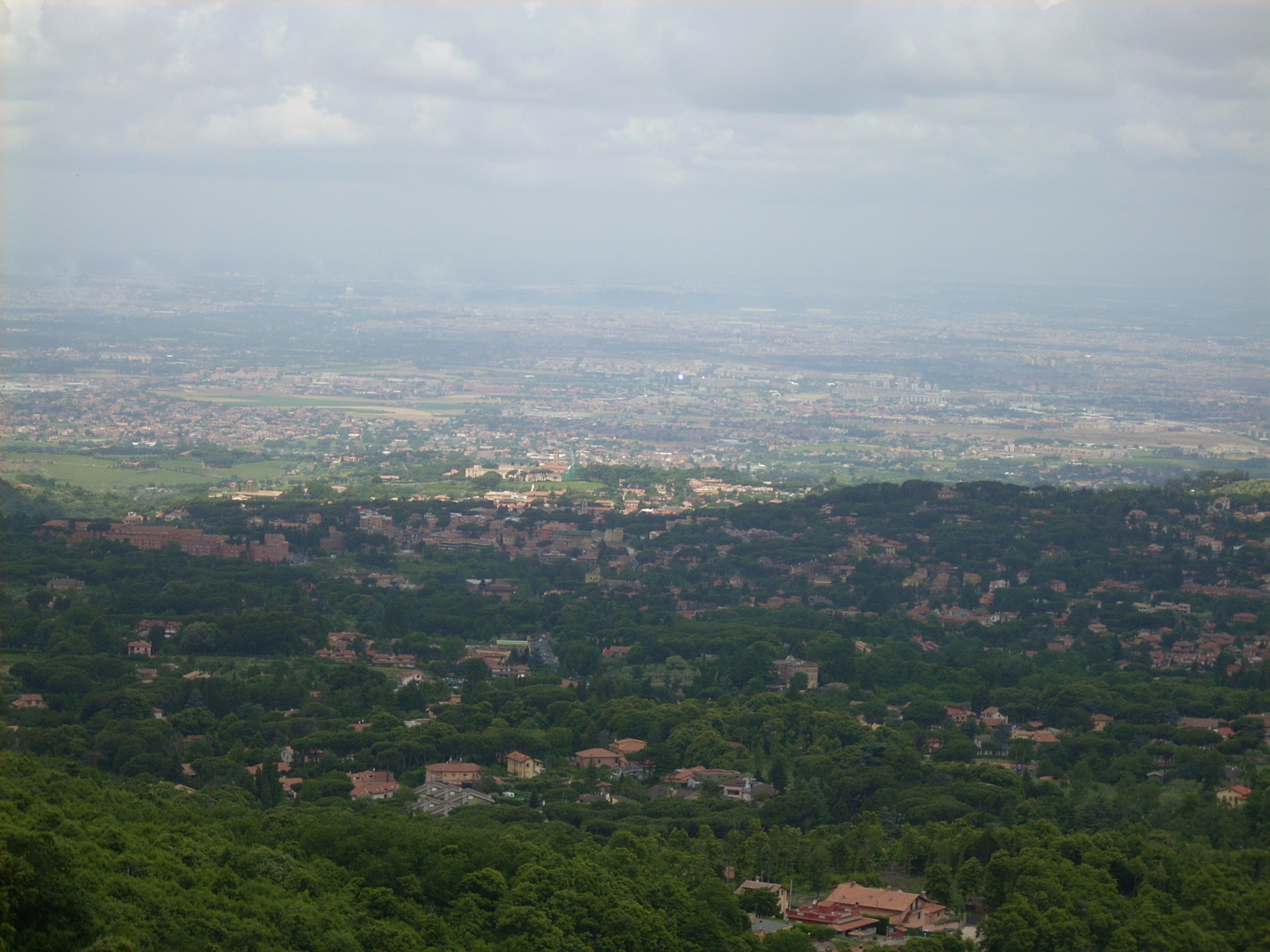
Panorama
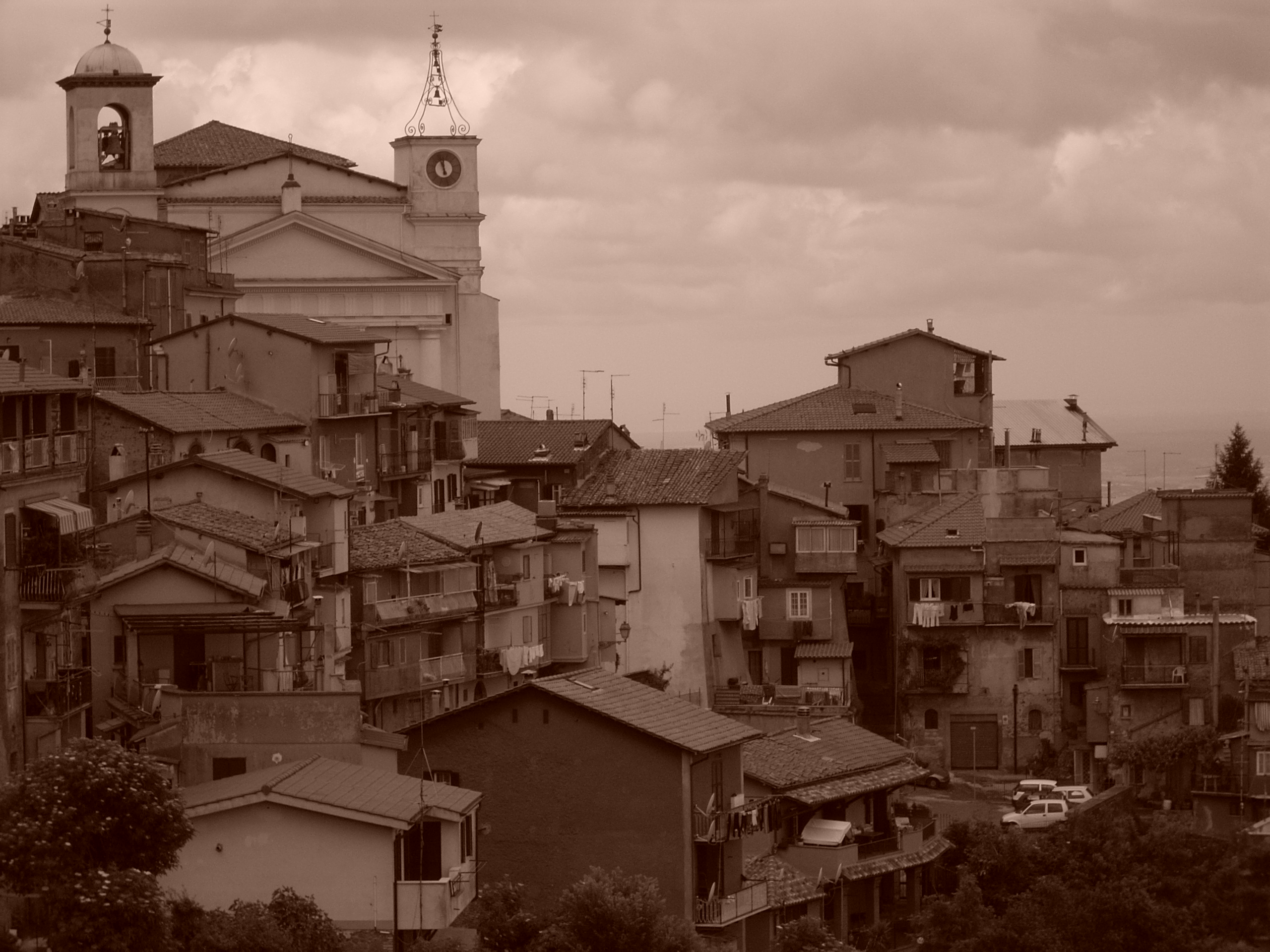
La iglesia de Santa Maria Assunta in Cielo
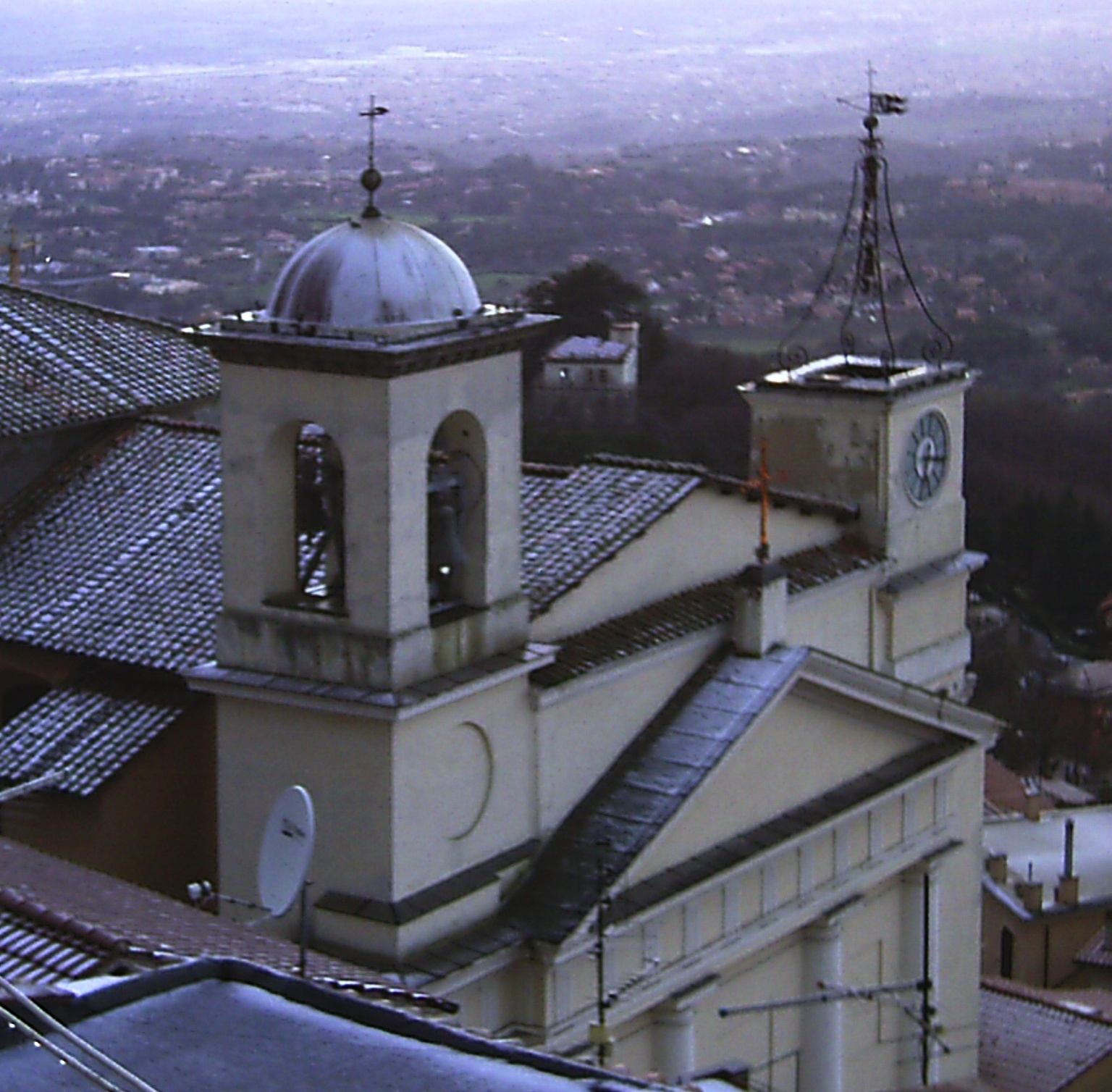
Otra imagen de la iglesia
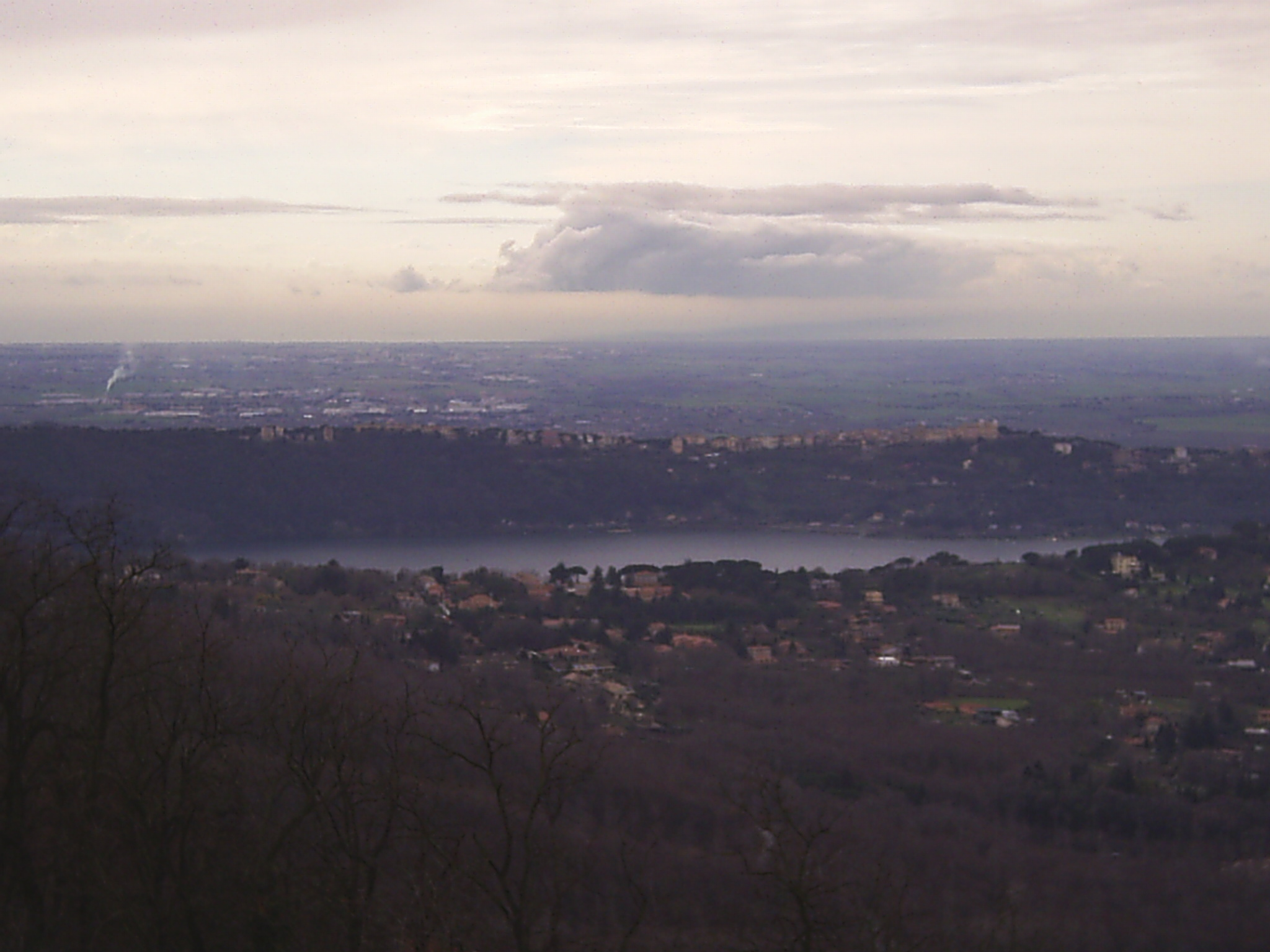
Lago Albano
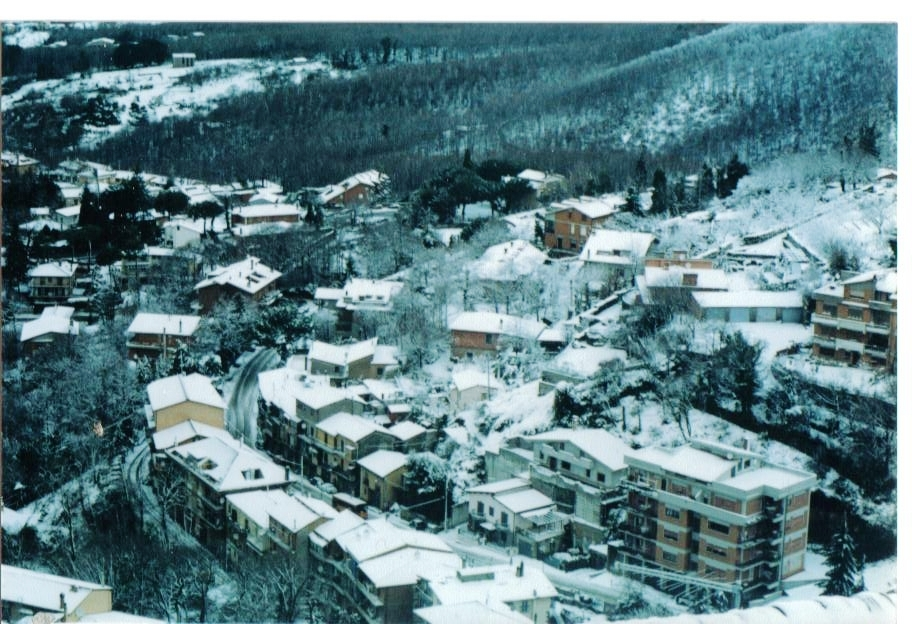
Nieve
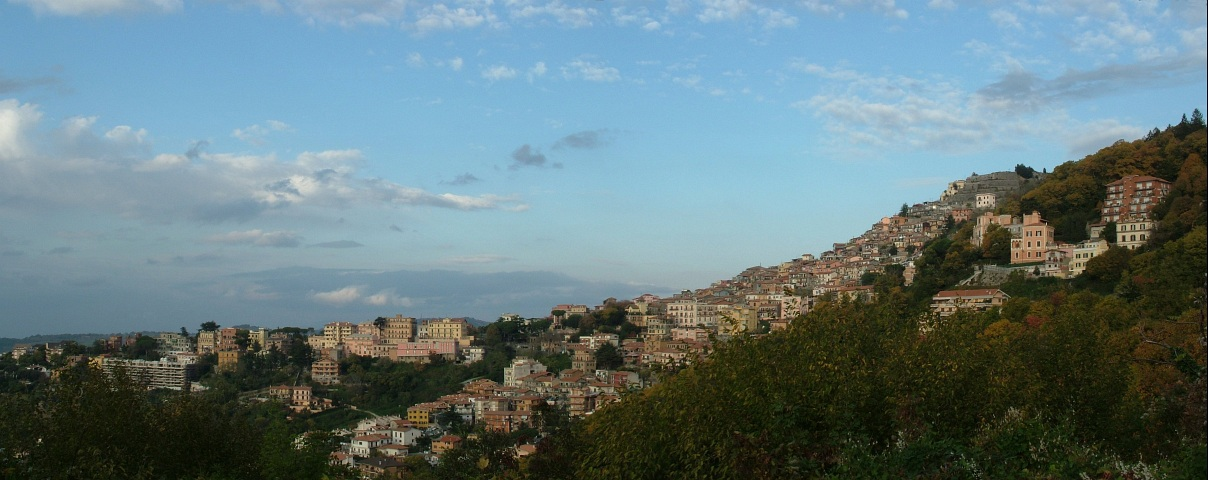
Centro histórico del municipio
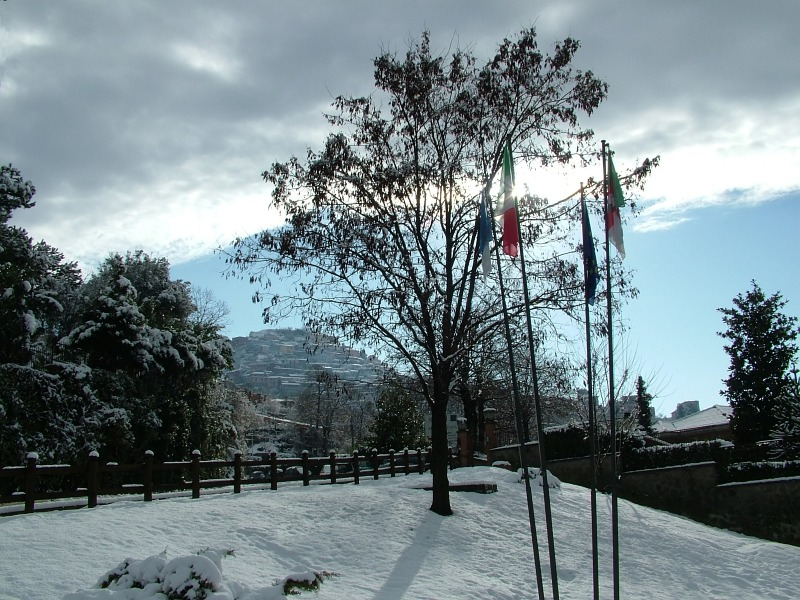
Otra imagen del municipio con la nieve